# Thoristella chathamensis
Thoristella chathamensis es una especie de molusco gasterópodo de la familia Trochidae. Presenta las siguientes subespecies:
- Thoristella chathamensis aucklandica
- Thoristella chathamensis cookiana
- Thoristella chathamensis dunedinensis
- Thoristella chathamensis profunda

## Distribución geográfica
Se encuentra en Nueva Zelanda